# Ptilopsis
Ptilopsis és un gènere d'ocells de la família dels estrígids (Strigidae).

## Taxonomia
Segons la classificació del Congrés Ornitològic Internacional (versió 13.1, 2023), aquest gènere està format per dues espècies:
- xot carablanc meridional (Ptilopsis granti).
- xot carablanc septentrional (Ptilopsis leucotis).